# Silvestre (Rio de Janeiro)
O Silvestre é uma região do bairro de Santa Teresa (tal como o Bairro Peixoto é para Copacabana). Não é um bairro oficial da cidade do Rio de Janeiro.
Se localiza após a entrada para o túnel André Rebouças, onde a principal rua do bairro, a movimentada Rua Cosme Velho se converge em uma bucólica via de mão dupla. Mas que também é fronteiriço a Santa Teresa, e Alto da Boa Vista. Caracterizado pela ocupação majoritariamente residencial e elitista.
Localizado ao sopé dos morros do Corcovado, Sumaré, e Dona Marta, o Silvestre faz fronteira com a região denominada "Baixo Cosme Velho", com o bairro de Santa Teresa, e Alto da Boa Vista, através da Estrada das Paineiras.
A região dispõe de acesso à Floresta da Tijuca (e se encontra quase em sua totalidade imersa na mesma), bem como é nela que se localiza a nascente do atualmente canalizado Rio Carioca, um dos mais importantes rios do Rio Antigo, necessário para o desenvolvimento da cidade, que desagua na Praia do Flamengo -e se desdobrava, também na antiga Praia do Russel)- o que dava o nome do bairro até o fim do século XIX de "Águas Férreas". Bem como diversos acessos turísticos aos morros do Corcovado, e Dona Marta. Sem contar no pontencial turístico arquitetônico de suas mansões, palacetes e chácaras em sua maioria da classe alta dominante (como a residência oficial da família do falecido empresário e jornalista Roberto Marinho) ou algumas poucas ainda de classe média alta. Algumas delas com vista direta para algumas favelas em desenvolvimento estabelecidas no baixo cosme velho, e santa teresa.
Por se tratar de uma região que se se expande por além do denso tráfego das galerias do túnel Rebouças, e por ruas que sobem por extensão o limite topográfico de seus morros, o Silvestre, comparado com a parte baixa do bairro, é um local tranquilo, com bucólicas ruas esguias e calmas, relativamente seguro, e de clima muito mais ameno do que na grande maioria do resto da cidade. A região possui ainda um grande hospital particular local: o Hospital Adventista Silvestre, e dispõe de duas linha de ônibus (a 006 Castelo x Silvestre, e a 007 Central x Silvestre) que possuem um ponto final que desemboca na região, mais especificamente junto ao acesso para Cachoeira Piscininha do Silvestre e à entrada para o Parque Nacional da Tijuca (únicas linhas das que servem o bairro que não tem como ponto final o enorme terminal de ônibus vizinho ao Beco do Boticário, no "baixo" Cosme Velho). Além de também possuir uma integração de ônibus com o Metrô do Rio de Janeiro, conhecida como Expresso, que conecta o Silvestre ao Largo do Machado, através de Santa Teresa, Alto e Baixa Laranjeiras, e Catete, formando a linha 407A, cujo serviço desde de meados de 2007 se encontra em hiato.
Do Silvestre pode-se ir rapidamente de bicicleta ou mesmo à pé para o Mirante Dona Marta (a cerca de 30 minutos de caminhada do ponto final da linha 007) e para o Centro de visitantes Paineiras (a cerca de 40 minutos de caminhada do ponto final da linha 007, e onde se pode embarcar em vans para o topo do Corcovado).